# Monarda citriodora austromontana
Monarda citriodora var. austromontana es una variación de la especie de planta Monarda citriodora perteneciente a la familia Lamiaceae. El nombre del género Monarda, es en honor al médico y botánico Nicolás Monardes; y mexicana epíteto geográfico que alude a su localización en México.

## Clasificación y descripción
Plantas erectas, usualmente de 35 a 50 cm de alto. Tallo rara vez ramificado. Hojas delgadas pero firmes de 15 a 50 mm de largo, de 4 a 12 mm de ancho; ápice de la hoja agudo o acuminado; base de la hoja obtusa; haz y envés con pelos, el envés con pelos más largos, especialmente en las venas; pecíolos de 3 a 6 mm. Brácteas exteriores que sostienen los glomérulos foiáceas, a menudo coloreadas de morado hacia fuera; lóbulo del cáliz subulados de 1,3 a 1,8 mm de largo, de 0,8 mm de ancho en la base, glabros. Porción no expandida del tubo de la corola de 5 a 6 mm de largo, porción expandida de 3 mm de largo, labio superior partido en el ápice, de 6 a 8 mm de largo, labio inferior de 6 a 7 mm de largo incluyendo el diente del labio inferior de 1,5 a 2,4 mm de largo, corola glabra con pocos pelos cortos; estambre glabro de 7 a 10 mm de largo, anteras de 1,3 a 1,8 mm de largo; estilo glabro en el ápice, de unos 20 mm de largo. Corola blanca a rosada con el labio inferior provisto de pequeñas manchas moradas.

## Distribución
Especie endémica de México de la altiplanicie de Durango.

## Hábitat
Habitantes de lugares arenosos, secos y abiertos.